# برص ورقي الذيل
برص ورقي الذيل أو برص مفلطح الذيل (الاسم العلمي Uroplatus)، جنس سحالي من الحرشفيات وفصيلة الوزغية. متوطنة في مدغشقر وجزرها الساحلية. وهي سحالي ليلية، قوتها الحشرات، توجد حصرًا في الغابات ثانوية.